# Peter Thurner
Peter Thurner (* 1941 in Villach; † 2005 in Innsbruck) war ein österreichischer Architekt.

## Leben
Thurner wuchs in Tirol auf und studierte von 1960 bis 1966 Architektur an der Technischen Hochschule Graz. Von 1967 bis 1968 besuchte er die Architectural Association School of Architecture in London. Von 1969 bis 2001 betrieb er zusammen mit Richard Gratl das Atelier M9 in Innsbruck, von 2002 bis 2005 hatte er eine Büropartnerschaft mit Paul Senfter. Er starb 2005 auf einer Baustelle durch einen Sturz von einem Gerüst.
Thurner entwarf insbesondere Wohnbauten und Tourismusbauten wie Hotels und Seilbahnstationen. Er war einer der ersten Architekten, der im alpinen Raum an die klassische Moderne anschloss und dabei formale Elemente der Zwischenkriegszeit wie gekurvte Bauten und Pultdächer wieder aufgriff.
Während seiner Studienzeit in Graz vom damaligen Hochschulseelsorger und späteren Bischof Egon Kapellari beeinflusst, initiierte er Sozialprojekte in Entwicklungsländern und plante unter anderem ein Schul- und Kinderzentrum in Kolumbien und ein Krankenhaus in Afrika.

## Werke

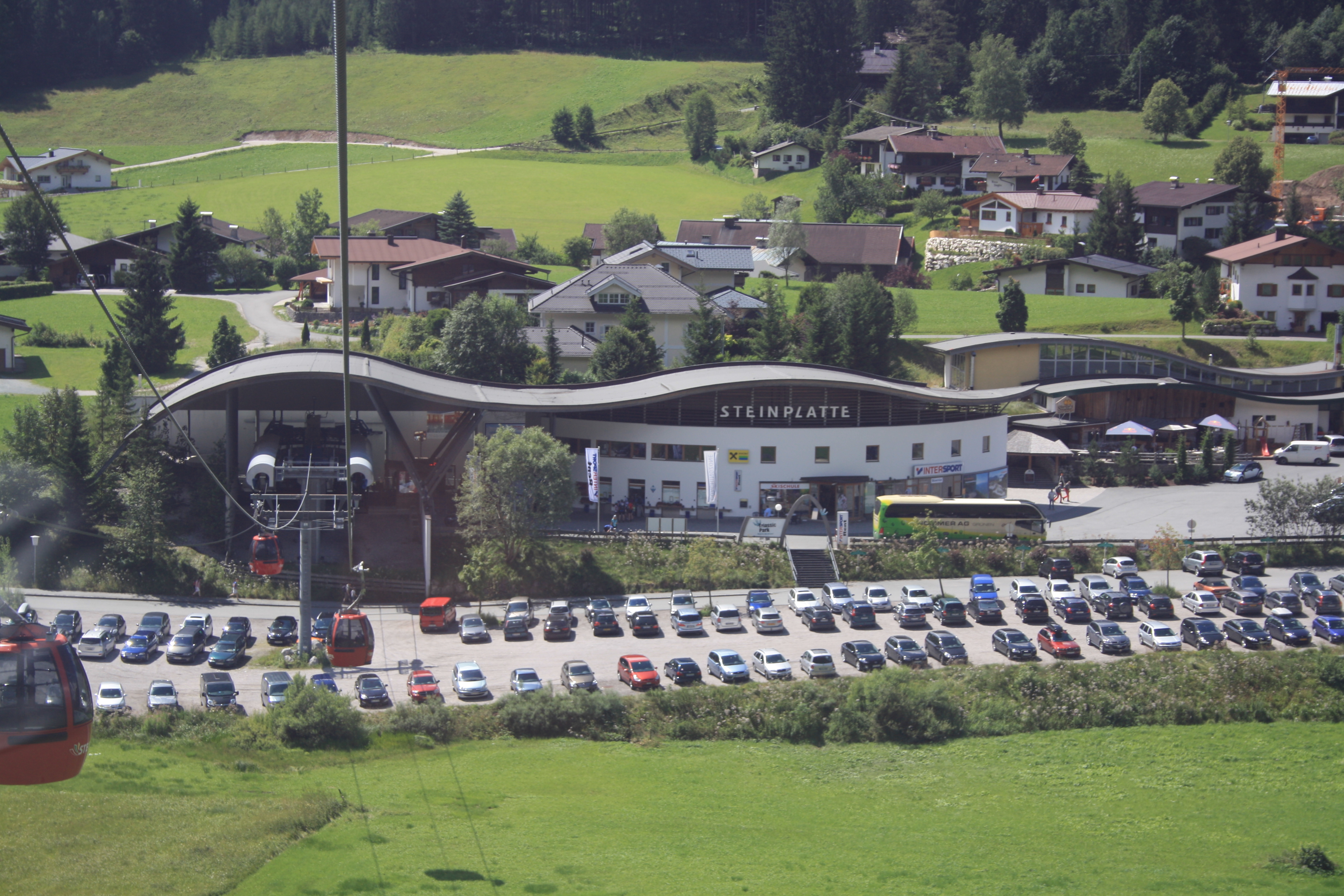
Talstation der Steinplattenbahn

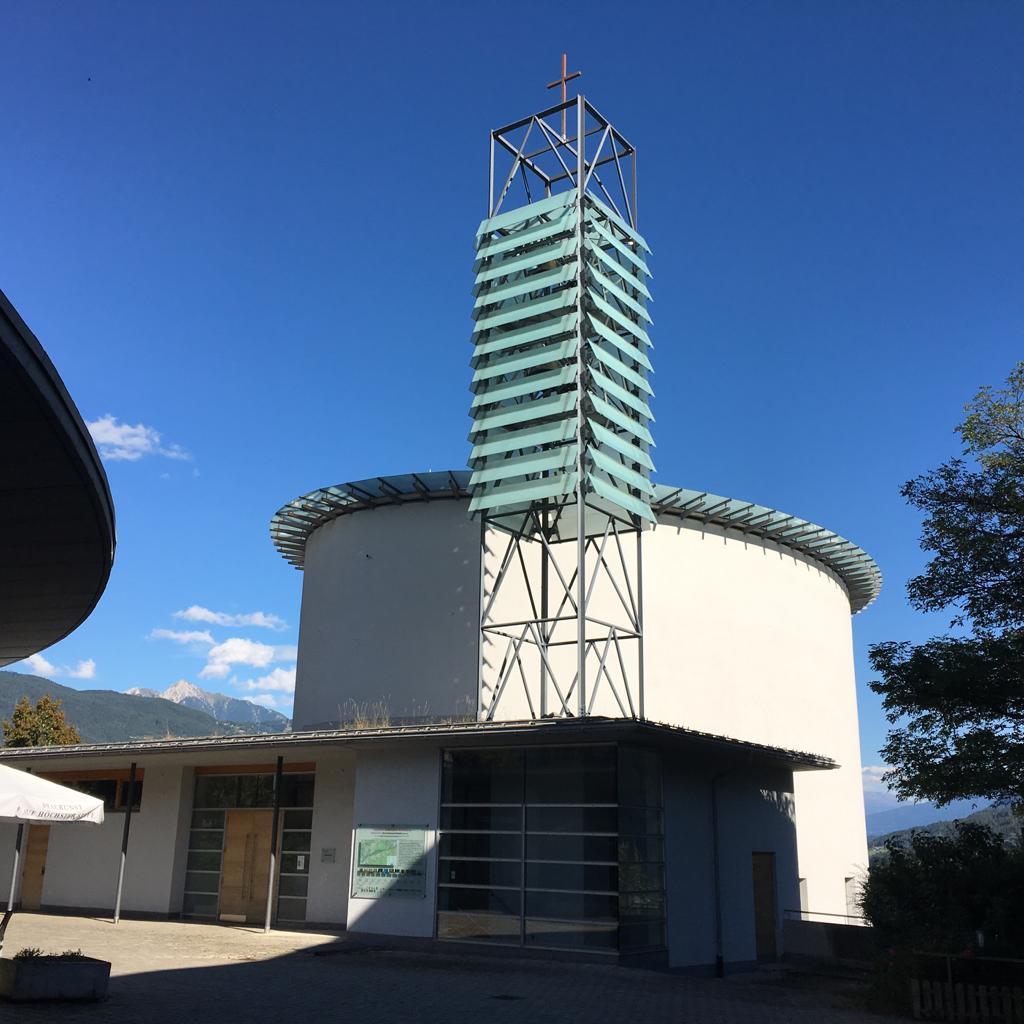
Heiliggeistkirche, Telfs

- Kongresshaus Innsbruck, 1973 (mit Heinz Marschalek, Georg Ladstätter, Norbert Gantar, Hubert Prachensky, Ernst Heiss)[1]
- Hotel Rainer, Sexten, 1976[2]
- Hotel Central, Innsbruck, 1978[1]
- Stationen der Festkogelbahn, Obergurgl, 1989
- Peerhofsiedlung, Innsbruck, 1982–1990 (mit Horst Parson, Arno Heinz, Günther Norer)
- Möseralm-Bahn, Fiss, 1995 (mit Antonius Lanzinger)
- Talstation der Steinplattenbahn, Waidring, 1998
- Schattbergbahn, Saalbach-Hinterglemm, 2002 (mit Paul Senfter)[3]
- Spiralrampe bei der Talstation der Penkenbahn, 2004 (mit Paul Senfter)
- Pfarrzentrum Heilig Geist, Telfs-Schlichtling, 2001–2002
- Ötztalinfo, Oetz, 2005 (mit Paul Senfter)